# Одевце
Одевце (алб. Hodec) је насеље у општини Косовска Каменица на Косову и Метохији. По законима самопроглашене Републике Косово насеље се налази у саставу општине Ранилуг. Атар насеља се налази на територији катастарске општине Одевце површине 362 ha.

## Демографија
Насеље има српску етничку већину.
Број становника на пописима:
- попис становништва 1948. године: 237
- попис становништва 1953. године: 215
- попис становништва 1961. године: 265
- попис становништва 1971. године: 258
- попис становништва 1981. године: 189
- попис становништва 1991. године: 122